# Hypsioma grisea
Hypsioma grisea is een keversoort uit de familie van de boktorren (Cerambycidae). De wetenschappelijke naam van de soort werd voor het eerst geldig gepubliceerd in 1889 door Fleutiaux & Sallé.